# Pflegetagegeldversicherung
Bei der Pflegetagegeldversicherung handelt es sich um private Absicherung des Pflegerisikos. Gegen Nachweis der Pflegebedürftigkeit wird ein vereinbarter fester Geldbetrag für jeden Pflegetag gezahlt. Das Tagegeld wird unabhängig von den tatsächlichen Belastungen durch die Pflege überwiesen.

## Tarifvarianten
Pflegetagegeldversicherungen lassen sich in drei Typen einteilen:

### Statische, gestaffelte Tarife herkömmlicher Art
Hier kann der Versicherte nur die Höhe des Tagegelds in Stufe III frei bestimmen. Das ist der Basiswert von 100 %. Der Anbieter gibt in seinem Leistungsversprechen ein festes Verhältnis des zu leistenden Pflegetagegelds in Pflegestufe II und I vor, die ausgehend von der Pflegestufe III fallend gestaffelt sind.
- Am häufigsten wird z. B. das Verteilungsverhältnis 100 % / 60 % / 30 % angeboten. D. h. ausgehend vom Basiswert 100 % in Stufe III werden dann in Stufe II 60 % und in Stufe I 30 % des Basiswerts von Stufe III geleistet.

- Folgende Verteilungsverhältnisse sind u. a. bei den verschiedenen Gesellschaften noch vorzufinden: Pflegestufe III/II/I: 100 % / 60 % / 40 % oder 100 % / 70 % / 30 % oder 100 % / 50 % / 25 %.

- Es gibt auch Tarife, die keine Leistung in Stufe I oder II vorsehen. Je nach Anbieter kann ein Pflegetagegeld von bis zu 150 € pro Tag vereinbart werden. Einige Tarife sehen eine Staffelung nur bei häuslicher Pflege vor. Bei stationärer Pflege werden immer 100 % geleistet. Diese Tarife sind für einen Personenkreis sinnvoll, der später einmal nicht zu Hause, sondern im Heim gepflegt werden will.

### Modular aufgebaute, flexible Tarife
Hier bestimmt der Versicherte selbst das zu vereinbarende Pflegetagegeld in den einzelnen Pflegestufen. Es sind beliebige Kombinationen denkbar, jedoch darf das Tagegeld der höheren Stufe nicht kleiner vereinbart werden, als das Tagegeld der nächstniedrigeren Stufe. Es können hier auch alle Stufen gleich hoch – also zu 100 % – versichert werden.
Diese Tarife lassen sich maßgeschneidert an die jeweiligen Kundenbedürfnisse anpassen. Wer keinen großen Wert auf die Absicherung der Pflegestufe III legt, muss sich hier nicht in der Stufe III überversichern, um in Stufe I hoch genug versichert zu sein.
Diese Tarife sind Personen zu empfehlen, denen ein möglichst hoher Schutz in Stufe I wichtig ist. Etliche dieser flexiblen Tarife erlauben zusätzlich die Pflegestufe 0 mit einem Pflegetagegeld zu versichern.

### Staatliche geförderte Pflege-Zusatzversicherungen (Pflege-Bahr)
Am 29. Juni 2012 hat die Bundesregierung mit der Verabschiedung des Pflege-Neuausrichtungs-Gesetzes (PNG) beschlossen, die private Absicherung des Pflegerisikos nach dem Vorbild der Riester-Rentenverträge finanziell zu fördern. Der Begriff „Pflege-Bahr“ hat sich aufgrund der maßgeblichen Initiative durch Gesundheitsminister Daniel Bahr (FDP) für die staatlich subventionierte Pflegetagegeldversicherung eingebürgert. Bis Ende 2012 war auch der Begriff „Pflege Riester“ gebräuchlich. Seit 2013 können Pflegetagegeldversicherungen mit fünf Euro pro Monat staatlich bezuschusst werden. Voraussetzung: der Versicherte trägt monatlich einen Mindestbeitrag von zehn Euro selbst. Außerdem ist die Pflegetagegeldpolice an bestimmte Mindestleistungen gebunden.
Die Verbraucherorganisation Stiftung Warentest bemängelt in der Mai-Ausgabe (05/2013), dass Policen mit staatlicher Förderung (Zulagentarife) bei weitem nicht reichen, um eine Versorgungslücke im Pflegefall vollständig zu decken. Die Verträge lassen es in der Regel nicht zu, sich durch höhere Beiträge eine ausreichende Absicherung zu erkaufen. Der PKV-Verband wies die Kritik jedoch zurück: Der Pflege-Bahr biete insbesondere bei frühem Beginn eine vollwertige Absicherung. Ein großer Vorteil ist, dass jeder Kunde ab 18 Jahren einen Vertrag erhält, wenn er noch nicht Pflegebedürftig ist. Die Versicherer dürfen niemanden wegen Krankheit ablehnen oder ihm Risikozuschläge oder Leistungsausschlüsse auferlegen. Das Risiko von unbewusst falsch beantworteten Gesundheitsfragen ist ausgeschlossen. Ein Vertragsabschluss in jüngeren Jahren kann durch eine vereinbarte Dynamik zu geringeren Versorgungslücken führen als ein späterer Vertragsabschluss.
Bis zum 31. Mai 2013 wurden bereits mehr als 125.000 Verträge abgeschlossen. Laut PKV-Vorsitzenden Reinhold Schulte kommen täglich rund 1000 neue Verträge dazu.

### Besonderheiten der Pflege-Bahr
- Reines Pflegetagegeld bereits ab Pflegegrad 1 (mind. 60 € im Monat) bis Pflegegrad 5 (mind. 600 Euro im Monat) Leistungen werden für jeden Pflegegrad individuell beschrieben.
- Unabhängig vom Gesundheitszustand abschließbar. Versicherer dürfen keine Risikozuschläge oder Leistungsausschlüsse vornehmen. Aber: Antragsteller dürfen noch keine Pflegeleistungen bezogen haben.
- Der Mindestbeitrag beträgt 10 Euro ohne den gesetzlichen Zuschuss von 5 Euro. Der geringste Monatsbeitrag für die Pflege-Bahr beträgt somit 15 Euro.
- Die Beitragshöhe richtet sich nach dem Eintrittsalter der Antragsteller und den Beiträgen des Versicherers. Der Gesundheitszustand oder das Geschlecht dürfen keine Rolle spielen.
- Das Versicherte Pflegetagegeld darf nicht höher sein als die Leistungen der gesetzlichen Pflegeversicherung in den einzelnen Pflegegraden
- Ein Leistungsanspruch entsteht bei Pflege-Bahr erst nach Ablauf der Wartezeit. Die Wartezeit bei Pfleg-Bahr-Versicherungen beträgt maximal 5 Jahre. Bei Pflegebedürftigkeit als Unfallfolge entfällt die Wartezeit.
- Sonstige Vorgaben an eine Pflege-Bahr-Versicherung:
  - Begrenzte Abschlusskosten: Versicherer verzichten auf das ordentliche Kündigungsrecht.
  - Vertrag kann bei Bezug von Grundsicherung oder Sozialhilfe bis zu 3 Jahre beitragsfrei ruhen und anschließend wieder in Kraft gesetzt werden.

## Pflegegrade (PG)
Mit dem Pflegestärkungsgesetz 2 erfolgte zum 1. Januar 2017 die Umstellung der Pflegestufen auf die Pflegegrade.
- Pflegegrad 1: Geringe Beeinträchtigung der Selbstständigkeit (wurde bis zum 31. Dezember 2016 nicht berücksichtigt)

- Pflegegrad 2: Erhebliche Beeinträchtigung der Selbstständigkeit (bis zum 31. Dezember 2016: Pflegestufe 0 und Pflegestufe 1)

- Pflegegrad 3: Schwere Beeinträchtigung der Selbstständigkeit (bis zum 31. Dezember 2016: Pflegestufe 1 mit eingeschränkter Alltagskompetenz und Pflegestufe 2)

- Pflegegrad 4: Schwerste Beeinträchtigung der Selbstständigkeit (bis zum 31. Dezember 2016: Pflegestufe 2 mit eingeschränkter Alltagskompetenz und Pflegestufe 3)

- Pflegegrad 5: Schwerste Beeinträchtigung der Selbstständigkeit (bis zum 31. Dezember 2016: Pflegestufe 3 mit eingeschränkter Alltagskompetenz und Pflegestufe 3 mit Härtefall)

Die Höhe des Pflegetagegelds variiert in Abhängigkeit vom Grad der Pflegebedürftigkeit und bei einigen Tarifen je nachdem, ob die Pflege ambulant oder stationär erfolgt. Die maximalen Leistungen der fünf Pflegegrade (PG) sind begrenzt. Das Wichtigste zu den Neuerungen bei der Pflege hat das Bundesgesundheitsministerium in einer Broschüre zusammengestellt.

## Tarifkalkulation
Die folgenden Parameter sind für die Prämien relevant:
- Höhe des Tagegeldes: Als Tagegeld kann je nach Anbieter ein Betrag bis zu 150 Euro/Tag vereinbart werden.
- Alter bei Eintritt: Jüngere Versicherte zahlen deutlich weniger

Bis zur Einführung der Unisex-Tarife zahlten Frauen aufgrund des höheren Pflegerisikos deutlich höhere Prämien.

## Abgrenzung
Bei der Pflegetagegeldversicherung handelt es sich um eine freiwillige Privatversicherung, die die Leistungen aus der gesetzlichen Pflegeversicherung aufstockt. Die Kalkulation erfolgt kapitalgedeckt entsprechend den Richtlinien für Private Krankenversicherungen.
Die Leistung orientiert sich häufig (je nach Versicherungsbedingungen) ausschließlich am Pflegegrad, ist also unabhängig davon, ob die Pflegeleistungen in Form von stationärer, teilstationärer Pflege, in Form häuslicher Pflegehilfe durch zugelassene Pflegedienste oder selbst organisiert wird.
Die gesetzliche Pflegeversicherung wird auch künftig nur einen Teil der Kosten im Pflegefall tragen. Deswegen sollen die Deutschen privat vorsorgen. Seit Januar 2013 zahlt der Staat 5 Euro Zulage im Monat, wenn jemand eine private Pflegetagegeldversicherung abschließt, die bestimmten staatlichen Vorgaben genügt.